# Corriere di Sicilia
Il Corriere di Sicilia fu un giornale quotidiano fondato a Catania nel 1943 dal giornalista antifascista Giuseppe Longhitano e da Carlo Ardizzoni, ex sindaco della città. Il primo numero uscì il 28 agosto del 1943, con questa dichiarazione di intenti in prima pagina: Il Corriere si batterà per tutte le libertà, di stampa, di pensiero, di azione perché la Sicilia ritrovi alfine dopo tanto colpevole abbandono, la via nella sua auspicata e piena libertà.
Il giornale, in origine pubblicato con il sostegno delle autorità militari alleate, venne messo all'asta il 5 ottobre del 1950 e fu acquistato da un gruppo di capitalisti locali tra cui il deputato democristiano Fortunato Calcagno che presiedeva l'Editoriale Siciliana e funse per alcuni mesi anche da direttore.
L'acquisto del quotidiano da parte di Calcagno ne determinò l'entrata nell'orbita politica democristiana e, per reazione, quasi tutta la redazione che fino ad allora aveva sostenuto una linea editoriale di sinistra moderata, abbandonò la testata che il 31 dicembre 1950 annunciò: Da oggi l'intera formazione redazionale che ha dato vita al "Corriere di Sicilia" si trasferisce al rinato "Corriere di Catania".
Nel 1953 Longhitano ritornò ad essere direttore del giornale, che nel frattempo era stato rilevato dal gruppo Cei (Centro editoriale italiano) costituito da Ottorino Fragola sotto l'orbita democristiana e il cui precedente direttore Riccardo Forte (1º dicembre 1951 - 15 dicembre 1952) aveva guidato nel 1946-47 Il Gazzettino di Venezia, e fu in seguito direttore di numerosi quotidiani di area democristiana come la Gazzetta del Popolo di Torino nel 1958, e la Gazzetta del Mezzogiorno di Bari nel 1961.
Da Fragola il Corriere nel 1953 passò alla SAET (Società anonima editrice poligrafica) amministrata da Umberto Guadagno (proprietario del Corriere dello Sport di Roma) con direttore Marcello Vettori e infine dal 1º maggio 1954 ritornò in proprietà al Longhitano che lo editò con la Società tipografica editrice Trinacria (Stet) e che assunse la carica prima di direttore politico e dal 1957 anche quella di responsabile.
Il quotidiano raggiunse una tiratura di 12 000 copie e pubblicò edizioni per le province di Ragusa, Enna, e Caltanissetta. Il suo ultimo numero apparve in edicola il 18 novembre del 1967 e la testata e la tipografia vennero cedute per 55 milioni di lire alla famiglia Ciancio-Sanfilippo, proprietaria dell'altro quotidiano catanese La Sicilia.